# Revolverdreher
Der Revolverdreher war bis zum 31. August 2013 ein staatlich anerkannter Ausbildungsberuf nach Berufsbildungsgesetz (BBiG). Er wurde zum 1. August 2013 durch die Fachkraft für Metalltechnik ersetzt.

## Ausbildungsdauer und Struktur
Die Ausbildungsdauer zum Revolverdreher betrug in der Regel zwei Jahre. Die Ausbildung erfolgte an den Lernorten Betrieb und Berufsschule.
Der Beruf galt als so genannter „Alt-Metall-Beruf“, da er bereits vor dem Inkrafttreten des Berufbildungsgesetzes existierte. Er wurde am 19. Oktober 1938 anerkannt. Diese Berufe galten nach § 108 Abs. 1 BBiG als Ausbildungsberufe im Sinne des § 25 BBiG, bis eine reguläre Ausbildungsordnung geschaffen wurde.

## Arbeitsgebiete
Revolverdreher arbeiteten an so genannten Revolverdrehmaschinen, bei denen mehrere Drehstähle so in einem Werkzeugrevolver (einer drehbaren Halterung) eingespannt sind, dass ein schneller Wechsel zwischen diesen ohne umspannen möglich ist. Sie stellten Werkstücke aus Stahl, Nichteisenmetallen oder Kunststoff her. Die Arbeit hatte also nichts mit einer Faustfeuerwaffe, dem Revolver zu tun. Es handelte sich vielmehr um einen Anglizismus von englisch to revolve ‚sich drehen‘.

## Entwicklung
Die Ausbildungsvorschriften für den Beruf aus dem Jahr 1938 waren veraltet. Es fehlte eine Ausbildungsordnung mit detaillierten Inhalten sowie modernen Prüfungsanforderungen. Das Bundesinstitut für Berufsbildung hatte daher im Jahr 2009 diesen und weitere Berufe vor dem Inkrafttreten des Berufsbildungsgesetzes untersucht.
Das BIBB kam in seiner Untersuchung zu dem Schluss, dass einige dieser Ausbildungsberufe in einen neuen Ausbildungsberuf einfließen können. Da der Revolverdreher jedoch seit einigen Jahren nicht mehr am Markt nachgefragt wurde, wurde geplant, den Beruf aufzuheben.